# Björn G. Karlsson
Björn G. Karlsson, född 1946, är en svensk professor emeritus i energisystem.
Karlsson disputerade 1976 på en avhandling om hur kutsar i kärnbränsle uppträder vid effektvariationer.
Karlsson har varit professor i energisystem vid Linköpings universitet och forskat om och analyserat kapacitet och tillförlitlighet för energi- och elförsörjning på samhällsnivå. Han bidrog bland annat med analyser av konsekvenser av kärnkraftsavveckling i slutbetänkandet (SOU 1995:139,140) av Energikommissionen 1995. Han har framhållit kärnkraftens betydelse för välfärd och energiförsörjning i Sverige, samt uttalade 2011 att Tysklands avvecklingsbeslut för kärnkraft var "ett enormt bakslag för klimatet".
Karlsson var under många år ordförande i den svenska Reaktorsäkerhetsnämnden, men fick lämna detta uppdrag 2007 då den omorganiserades efter den så kallade Forsmarkshändelsen 2006. Enligt Karlssons uppfattning var orsaken till att han fick lämna uppdraget bland annat hans medverkan i SvT:s Uppdrag Granskning i februari 2007, där han kritiserade SKI:s (dåvarande kärnkraftsmyndigheten) bristande öppenhet vid hantering av en intern rapport från Forsmark som beskrev missförhållanden på verket. Myndigheten å sin sida menade att förändringen (med en verksintern ordförande) gjordes för att öka chansen att i förväg upptäcka den typ av brister som bidrog till händelsen.